# Giám đốc Sở (Việt Nam)
Giám đốc Sở là chức danh ở Nhà nước Cộng hòa xã hội chủ nghĩa Việt Nam, đứng đầu các sở cấp tỉnh trực thuộc Ủy ban nhân dân tỉnh, thực hiện quyền hạn và nhiệm vụ theo quy định của pháp luật trong lĩnh vực quản lý chuyên ngành, lĩnh vực. Người nắm chức vụ này chịu trách nhiệm trước Ủy ban nhân dân, Chủ tịch Ủy ban nhân dân cấp tỉnh và trước pháp luật trong việc thực hiện chức năng, nhiệm vụ, quyền hạn quản lý nhà nước về ngành, lĩnh vực ở địa phương và các công việc được Ủy ban nhân dân, Chủ tịch Ủy ban nhân dân cấp tỉnh phân công hoặc ủy quyền
Thông thường đối với những vấn đề vượt quá thẩm quyền hoặc đúng thẩm quyền nhưng không đủ khả năng và điều kiện để giải quyết thì Giám đốc sở phải chủ động làm việc với Giám đốc sở có liên quan để hoàn chỉnh hồ sơ trình Ủy ban nhân dân, Chủ tịch Ủy ban nhân dân cấp tỉnh xem xét, quyết định; Giám đốc Sở được quy định thực hành tiết kiệm, chống lãng phí và chịu trách nhiệm khi để xảy ra tham nhũng, gây thiệt hại trong tổ chức, đơn vị thuộc quyền quản lý. Giám đốc sở có trách nhiệm báo cáo với Ủy ban nhân dân, Chủ tịch Ủy ban nhân dân cấp tỉnh, Bộ, cơ quan ngang Bộ về tổ chức, báo cáo công tác, hoạt động trước Hội đồng nhân dân và Ủy ban nhân dân cấp tỉnh khi có yêu cầu.

## Các chức danh giám đốc Sở
Mỗi Sở trực thuộc tỉnh sẽ có một giám đốc Sở. Có tổng cộng 18 chức vụ giám đốc Sở và 4 chức vụ ngang với Giám đốc Sở. 
| Stt | Tên chức danh                                   | Phụ chú                                                                                   |
| --- | ----------------------------------------------- | ----------------------------------------------------------------------------------------- |
| 1   | Giám đốc Sở Giáo dục và Đào tạo                 |                                                                                           |
| 2   | Giám đốc Sở Lao động - Thương binh và Xã hội    |                                                                                           |
| 3   | Giám đốc Sở Công Thương                         |                                                                                           |
| 4   | Giám đốc Sở Tài chính                           |                                                                                           |
| 5   | Giám đốc Sở Tài nguyên và Môi trường            |                                                                                           |
| 6   | Giám đốc Sở Nội vụ                              |                                                                                           |
| 7   | Giám đốc Sở Nông nghiệp và Phát triển nông thôn |                                                                                           |
| 8   | Giám đốc Sở Kế hoạch và Đầu tư                  |                                                                                           |
| 9   | Giám đốc Sở Giao thông vận tải                  |                                                                                           |
| 10  | Giám đốc Sở Thông tin và Truyền thông           |                                                                                           |
| 11  | Giám đốc Sở Văn hóa và Thể thao                 |                                                                                           |
| 12  | Giám đốc Sở Khoa học và Công nghệ               |                                                                                           |
| 13  | Giám đốc Sở Tư pháp                             |                                                                                           |
| 14  | Giám đốc Sở Y tế                                |                                                                                           |
| 15  | Giám đốc Sở Xây dựng                            | Tại Lào Cai chức vụ này được hợp nhất với chức vụ Giám đốc Sở Xây dựng                    |
| 16  | Giám đốc Sở Ngoại vụ                            | Có 1 số tỉnh không có cơ quan này nên sẽ không có chức vụ này                             |
| 17  | Giám đốc Sở Du lịch                             | Có thể hợp nhất với Sở Văn hoá và Thể thao thành giám đốc Sở Văn hoá, Thể thao và Du lịch |
| 18  | Giám đốc Sở Quy hoạch - Kiến trúc               | Hiện chỉ có Hà Nội và Thành phố Hồ Chí Minh có cơ quan này nên có chức vụ này.            |

Các chức danh ngang với giám đốc Sở:
1. Chánh Thanh tra tỉnh
2. Giám đốc Công an tỉnh
3. Trưởng Ban Dân tộc cấp tỉnh
4. Chánh Văn phòng UBND tỉnh